# Antoni Świeży
Antoni Świeży (das Hof- und Staatshandbuch führt ihn teileingedeutscht als Anton Swiežy) (* 1818 in Gross-Kuntschitz; † 5. Mai 1890 in Seibersdorf) war ein polnischsprachiger Politiker und Landtagsabgeordneter im Schlesischen Landtag von 1874 bis 1878.
Antoni Świeży war Gutsbesitzer in Seibersdorf. Er wurde für den Wahlbezirk der Landgemeinden im politischen Bezirk Teschen mit Freistadt, Jablunkau in den Landtag gewählt.